# Bùi Bỉnh Uyên
Bùi Bỉnh Uyên (1520-1614) là công thần giúp nhà Lê trung hưng trong lịch sử Việt Nam.

## Thân thế
Bùi Bỉnh Uyên tự là Chuyết Phu, người làng Định Công, huyện Thanh Đàm, nay thuộc quận Hoàng Mai (Hà Nội). Ông là cháu tiến sĩ Bùi Xương Trạch thời Lê sơ và con bảng nhãn Bùi Vịnh thời Mạc. Lớn lên, ông lấy con gái đại thần Lê Bá Ly nhà Mạc.

## Sự nghiệp
Từ nhỏ, Bùi Bỉnh Uyên có học vấn rộng rãi, văn chương hoa mỹ. Ông lớn lên khi chiến tranh Lê-Mạc đến thời kỳ ác liệt. Khi đi thi Hương với nhà Mạc, ông đỗ Tam trường, khi đi thi Hội thì nhà có tang nên ông bỏ thi.
Năm 1551, thời Mạc Tuyên Tông - Lê Trung Tông, vì phe Lê Bá Ly có mâu thuẫn với vua Mạc, ông cùng bác là Bùi Trụ mang cả họ theo cha vợ là Lê Bá Ly vào Thanh Hóa theo nhà Lê.
Sang thời Lê Anh Tông, Bùi Bỉnh Uyên trở thành người phục vụ đắc lực cho triều đình, được phong là Tuyên lực công thần.
Năm 1591 thời Lê Thế Tông, ông theo chiến dịch đánh chiếm Thăng Long, được phong làm Thuấn tín công thần. Nhà Lê trở lại Thăng Long, ông lĩnh chức Phủ doãn phủ Phụng Thiên, Thị lang bộ Hình, bộ Hộ.
Năm 1593, lực lượng họ Mạc còn mạnh, vua Lê đi đánh Mạc Kính Chỉ, giao cho Bùi Bỉnh Uyên ở lại trấn thủ Tây Kinh. Sau đó ông được thăng làm Thượng thư bộ Lễ, rồi kiêm làm Thượng thư bộ Binh, tước Văn Phong hầu.
Năm 1597, nhà Lê trung hưng muốn thông hiếu với nhà Minh để cầu phong. Con cháu nhà Mạc sang Trung Quốc nói với nhà Minh rằng chính quyền nhà Lê trung hưng là của họ Trịnh chứ không phải nhà Lê, vì vậy nhà Minh yêu cầu triều đình nhà Lê đến biên giới hội khám để đối chất là thực hay dối. Bùi Bỉnh Uyên nhận trách nhiệm lên Ải Nam Quan đối đáp với các quan lại nhà Minh chất vấn. Do Bùi Bỉnh Uyên đối đáp cứng cỏi lưu loát, khiến nhà Minh công nhận Lê Thế Tông là con cháu nhà Lê.
Xong việc trở về, ông được gia phong làm công thần. Năm 1604, ông đã 85 tuổi, xin về hưu. Ít lâu sau triều đình lại mời ông ra làm quốc lão hầu cận.
Năm 1614, ông mất, thọ 95 tuổi, được truy tặng chức Thiếu bảo, thụy là Cung Ý. Đến thời Lê Thuần Tông, ông được truy phong làm Thái bảo, Tiên quận công.

## Các con
Bùi Bỉnh Uyên có bảy người con trai, trong đó 4 người được phong tước hầu, ba người được phong quận công. Một người con gái ông là Bùi Chiêu Dung vào phủ hầu chúa Trịnh, sinh được 4 con trai.

## Nhận định
Sử gia Phan Huy Chú đánh giá về Bùi Bỉnh Uyên như sau:
Tính ông thanh liêm không bè cánh, không lập sản nghiệp. Sau khi mất, nhà không có của dư. Vậy mà phúc ấm truyền lâu dài, con cháu thịnh vượng